# Angelina Agostini
Angelina Agostini (Rio de Janeiro, 1888 — Rio de Janeiro, 1973) foi uma pintora, escultora e desenhista brasileira, filha do também pintor e caricaturista Angelo Agostini e da pintora Abigail de Andrade.

## Biografia

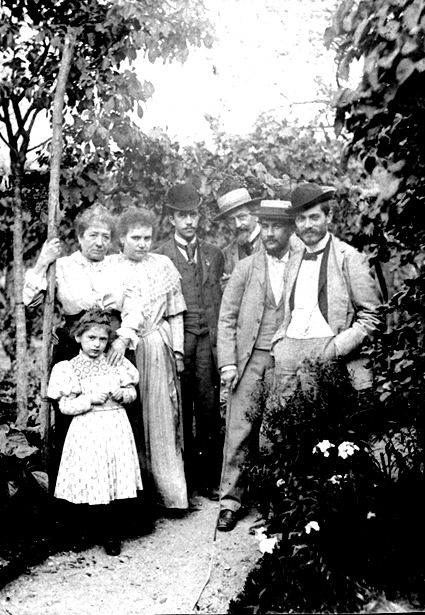
Da esquerda para a direita: Angelina Agostini (filha de Angelo Agostini então com 5 anos de idade), a mãe dos Bernardelli, uma senhora desconhecida, o filho de Angelo Agostini, Angelo Agostini, Félix Bernardelli e Eliseu Visconti - Paris - 1893.

Foi aluna de Zeferino da Costa, Baptista da Costa e Eliseu Visconti na Escola Nacional de Belas Artes (ENBA). A partir de 1911, estuda no ateliê de Henrique Bernardelli. Recebeu menção honrosa na 18ª Exposição Geral de Belas Artes de 1911 e, nas edições seguintes, ganhou, respectivamente, a pequena medalha de prata (1912) e o prêmio de viagem à Europa (1913), com a tela Vaidade, atualmente pertencente ao acervo do Museu Nacional de Belas Artes. Em 1914, viaja para a Europa  e se estabelece em Londres.
Em Londres, expôs na Academia Real Inglesa, na Society of Women Artists e no Imperial War Museum. Em Paris, expôs na Société Nationale des Beaux Arts e no Salão da América Latina. Em 1953, ganhou a medalha de ouro no Salão Nacional de Belas Artes.